# Hemiodus langeanii
Hemiodus langeanii is een straalvinnige vissensoort uit de familie van de penseelvissen (Hemiodontidae). De wetenschappelijke naam van de soort is voor het eerst geldig gepubliceerd in 2012 door Beltrão & Zuanon.